# Gieri Cavelty
Gieri Cavelty (* 1976) ist ein Schweizer Journalist. Zwischen Februar 2017 und Mai 2023 war er Chefredaktor des SonntagsBlicks.

## Leben
Cavelty studierte an der Universität Zürich Geschichte und Deutsche Literaturwissenschaft und schloss 2004 mit dem Lizentiat ab. Er war seit 1998 in verschiedenen Medien journalistisch tätig. So arbeitete er unter anderem als Kulturjournalist – als Kulturredaktor beim Bündner Tagblatt sowie als freier Literaturkritiker für die Neue Zürcher Zeitung – und später als Bundeshaus-Korrespondent bei der Südostschweiz sowie beim Tages-Anzeiger. Ab 2009 war Cavelty für die Aargauer Zeitung tätig, erst als Ressortleiter Inland, später als Leiter der überregionalen Mantelredaktion sowie als stellvertretender Chefredaktor. Danach war er Mitglied der Geschäftsleitung sowie Leiter Information beim Staatssekretariat für Migration. Zwischen Februar 2017 und Mai 2023 war Cavelty Chefredaktor des SonntagsBlicks. Im Mai 2023 teilte der Verlag Ringier mit, Cavelty habe seine Stelle gekündigt, um künftig an einem Gymnasium Geschichte zu unterrichten. Als Kolumnist werde er weiterhin für die Zeitung tätig sein.
Cavelty ist mit der Autorin Sibylle Stillhart verheiratet und hat drei Kinder.